# Saint-Germain-des-Prés (Loiret)
 Saint-Germain-des-Prés  es una población y comuna francesa, situada en la región de Centro, departamento de Loiret, en el distrito de Montargis y cantón de Château-Renard.

## Demografía
| 1058 | 1045 | 1068 | 1287 | 1578 | 1704 |
| Para los censos de 1962 a 1999 la población legal corresponde a la población sin duplicidades (Fuente: INSEE [Consultar]) |      |      |      |      |      |